# لويز بيدرو دي أوليفيرا
لويز بيدرو دي أوليفيرا (26 فبراير 1953 - 2 يونيو 2021) سياسي وصحفي برازيلي. عمل في الجمعية التشريعية لمارانهاو من 1983 إلى 1987 ومرة أخرى من 2003 إلى 2007. كما خدم في مجلس وزراء جاكسون لاغو من 2007 إلى 2009.